# Jon Bon Jovi

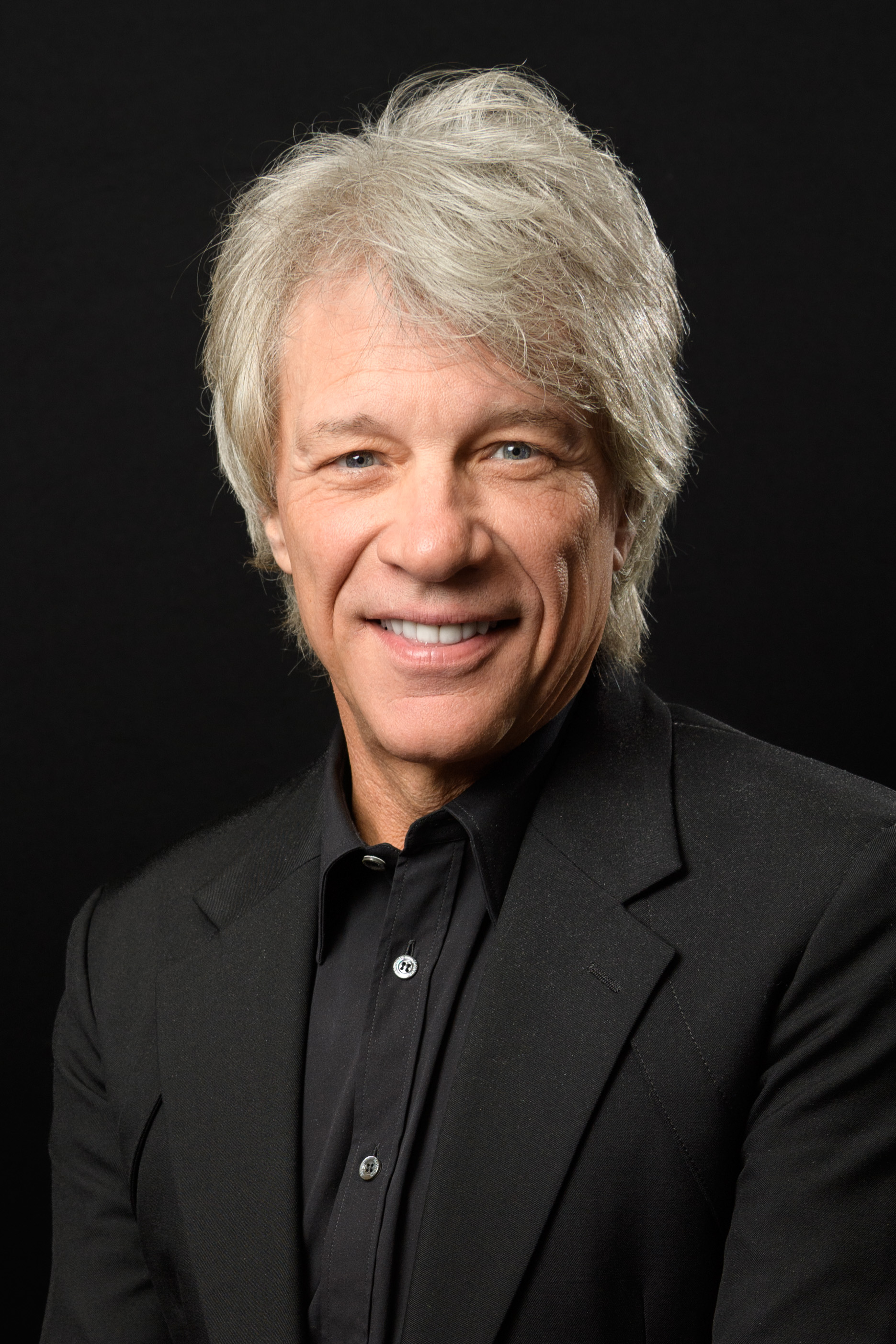
Jon Bon Jovi (2024)

Jon Bon Jovi (* 2. März 1962 als John Francis Bongiovi Jr. in Perth Amboy, New Jersey) ist ein US-amerikanischer Sänger, Gitarrist und Komponist der Rockband Bon Jovi. Darüber hinaus ist er als Schauspieler tätig.

## Biografie
Sein Vater ist John Bongiovi (geboren als Giovanni Bongiovì), ein aus Sciacca auf Sizilien stammender Friseur slowakischer Abstammung. Seine Mutter, Carol Sharkey Bongiovi (* 12. Juli 1940; † 9. Juli 2024), war früher Playboy-Modell und hatte einen Blumenladen. Die beiden lernten sich bei der Marineinfanterie der Vereinigten Staaten kennen. Bis 2006 war die Mutter Leiterin des offiziellen Bon-Jovi-Fanclubs Backstage with Jon Bon Jovi (BWJBJ).
Jon hat zwei jüngere Brüder, Anthony Bongiovi (* 1964), der in Los Angeles lebt und unter anderem Musikvideos produziert, und Matthew Bongiovi (* 1974), der zeitweise Tourmanager der Gruppe Bon Jovi war und heute in New Jersey eine Bar betreibt. Jons älterer Cousin Tony Bongiovi (* 1947) arbeitete erfolgreich als Musikproduzent und vermittelte Jon, der als Teenager in Tonys Studio Aushilfsjobs übernahm, wichtige erste Kontakte in der Szene.
Am 29. April 1989 heiratete Jon seine Highschool-Liebe Dorothea Rose Hurley (* 29. September 1962) während der New Jersey-Tour in der Graceland Wedding Chapel in Las Vegas. Mit ihr hat er vier Kinder: Stephanie Rose (* 31. Mai 1993), Jesse James Louis (* 19. Februar 1995), Jacob Hurley (* 7. Mai 2002) und Romeo Jon (* 29. März 2004). Seiner Tochter widmete er den Song I Got the Girl, welcher auf dem Album Crush veröffentlicht wurde.

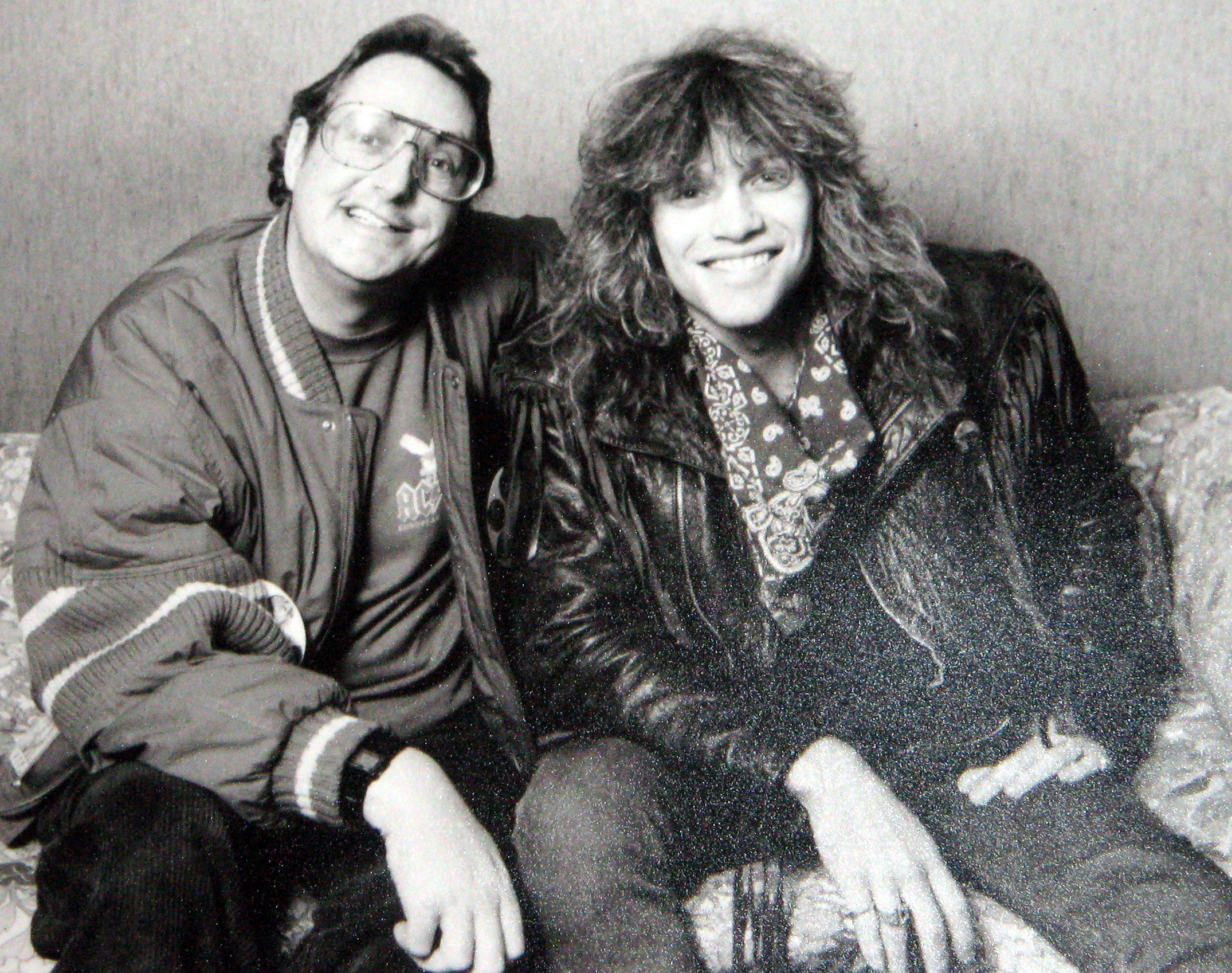
Bon Jovi (rechts) mit Jonathan King, 1987

Der Sänger war über viele Jahre Kettenraucher, wodurch seine anfangs sehr kräftige Stimme spätestens seit Anfang der 2010er Jahre hörbar zu leiden begann. Vor allem höhere Töne erreichte er nun nicht mehr, was bei Auftritten meist durch Backup-Sänger kaschiert wurde. Nach mehreren kleineren Eingriffen musste er sich 2022 einer schweren Operation an den Stimmbändern unterziehen. Seitdem befindet er sich in Rehabilitierung, erklärte aber, er hoffe, wieder auftreten zu können.
Der Rockstar engagierte sich im Wahlkampf zu den US-Präsidentschaftswahlen 2004 für den demokratischen Herausforderer John Kerry. Außerdem unterstützte er beim US-Wahlkampf 2008 den demokratischen Bewerber Barack Obama. Bei den US-Präsidentschaftswahlen 2000 hatte er, zusammen mit Richie Sambora, bereits Al Gore unterstützt. Bei der US-Präsidentschaftswahl 2016 unterstützte er Hillary Clinton.
Er war Eigentümer des Arena-Football-Teams der Philadelphia Soul. Seine größten musikalischen Einflüsse sind Southside Johnny & the Asbury Jukes, Bruce Springsteen, Bob Dylan, Thin Lizzy, Alice Cooper und Aerosmith.

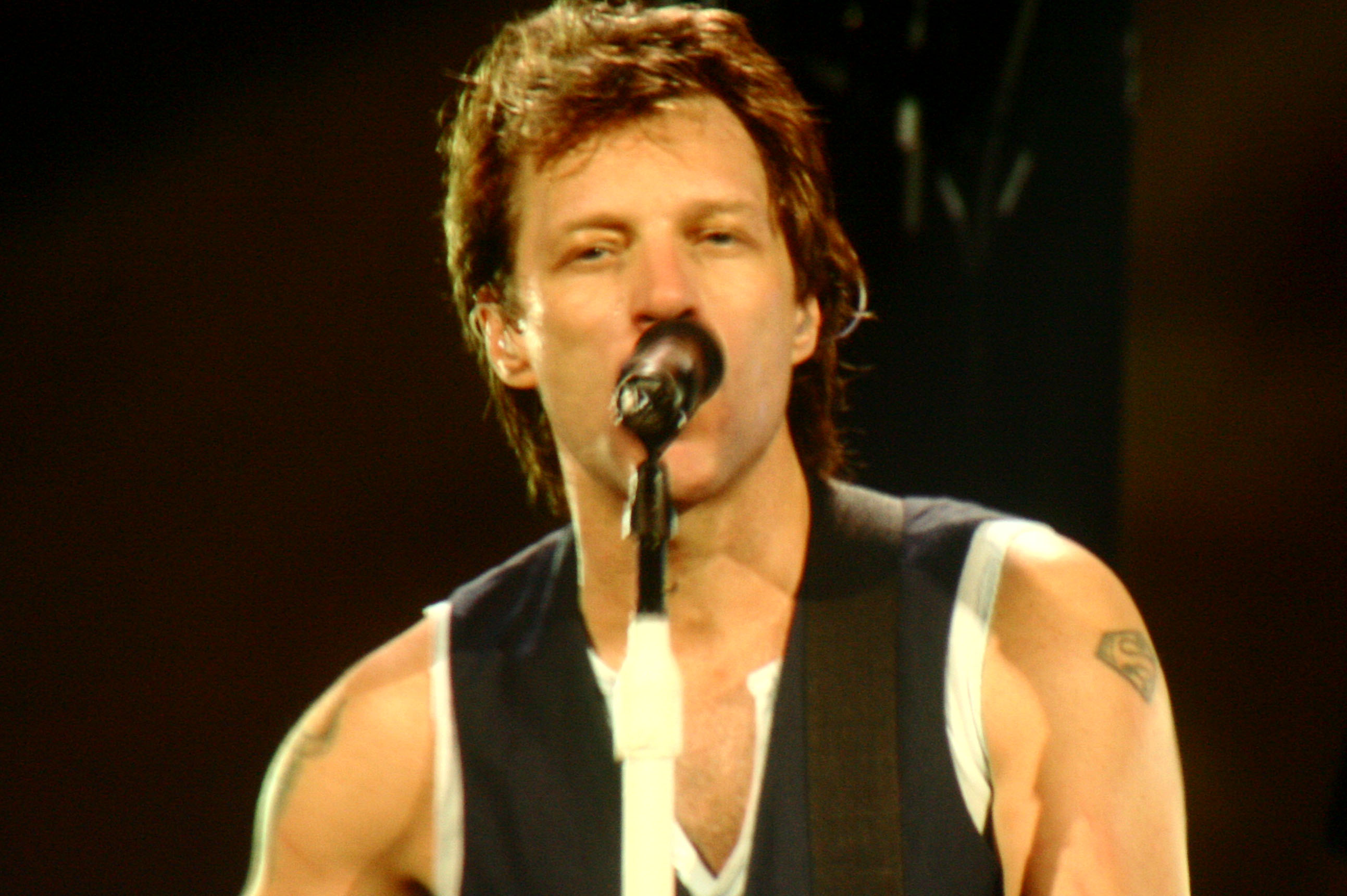
Jon Bon Jovi während eines Bon-Jovi-Konzerts (2007)

Im Jahr 2015 wurde er mit einem Ehrendoktor an der Rutgers University für seine musikalischen Erfolge und sein soziales Engagement ausgezeichnet. Am 20. Mai 2019 erhielt er einen Ehrendoktor für Musik an der University of Pennsylvania.

### Wohltätigkeit
Jon Bon Jovi arbeitete bereits im Namen vieler Organisationen und Einrichtungen. Er war unter anderem tätig in der Zusammenarbeit mit den Special Olympics, dem Amerikanischen Roten Kreuz, der Elizabeth Glaser Pediatric AIDS Foundation, dem Habitat for Humanity, dem Covenant House, dem Project H.O.M.E. und der Jon Bon Jovi Soul Foundation.
Er wurde zum ersten Gründungsbotschafter des Habitat-for-Humanity-Ambassador-Programms ernannt, welches im Rahmen der Interessensvertretungs- und Öffentlichkeitsarbeit der Non-Profit-Organisation stattfand. Innerhalb dieser gemeinnützigen Einrichtung engagiert sich der Sänger seit 2005; anfangs durch die Bereitstellung von Geldmitteln, die bei der Erbauung von sechs Häusern in Philadelphia ihren Nutzen fanden. In gemeinsamer Arbeit mit den Hauseigentümern und zahlreichen Mitgliedern der Philadelphia-Soul-Football-Mannschaft konnte der Bau fertiggestellt werden. Die Baustelle diente nebenbei als Schauplatz für das Musikvideo von Who Says You Can’t Go Home. Im Jahr 2006 spendete er der Organisation eine Million US-Dollar, um an der Finanzierung der Errichtung von 28 Häusern an der von einem Hurrikan heimgesuchten Küste Louisianas mitzuwirken. 2007 kündigte er ein Projekt an, welches sich mit der Sanierung von 15 Häusern in Nord-Philadelphia befassen soll. Während eines Auftritts bei der The Oprah Winfrey Show im Jahr 2005 erbrachte die Band eine Spende in Höhe von einer Million US-Dollar für die sogenannte Angel-Network-Stiftung.
Mit Gründung der Jon Bon Jovi Soul Foundation im Jahre 2006 brachte der Sänger hauptsächlich die Intention zum Ausdruck, Ursachen zu bekämpfen, die Familien in den finanziellen Abgrund zwingen. Durch das vielseitige Arrangieren von diversen Programmen und Partnerschaften unterstützt die Einrichtung mittellose Familien und Individuen, die größtenteils der Obdachlosigkeit zum Opfer gefallen sind. Am 19. Oktober 2011 eröffnete Jon Bon Jovi schließlich die JBJ Soul Kitchen, die den Gästen die freie Auswahl darin gibt, ob und wie viel sie für ihre Speisen bezahlen wollen.
Nach Berichten des Nashville Metro Police Department half Jon Bon Jovi am 11. September 2024 einer Frau, die auf dem Rand der Seigenthaler Pedestrian Bridge stand. Er drehte dort gerade ein Musikvideo. Durch die von ihm gegründete JBJ Soul Foundation verfügt er über Ausbildung und Erfahrung, Menschen in Krisenzeiten zu helfen.

## Auszeichnungen
Im Juli 1991 wurde Jon Bon Jovi für seinen Song Blaze of Glory aus dem Film Young Guns II mit dem Golden Globe Award ausgezeichnet. Außerdem wurde das Stück für den Oscar und den Grammy Award nominiert. 1998 erhielt er einen Echo als bester Solo-Künstler.

## Diskografie
mit Bon Jovi:

### Studioalben
| Jahr | Titel                | Höchstplatzierung, Gesamtwochen, AuszeichnungChartplatzierungen (Jahr, Titel, Platzierungen, Wochen, Auszeichnungen, Anmerkungen) | Höchstplatzierung, Gesamtwochen, AuszeichnungChartplatzierungen (Jahr, Titel, Platzierungen, Wochen, Auszeichnungen, Anmerkungen) | Höchstplatzierung, Gesamtwochen, AuszeichnungChartplatzierungen (Jahr, Titel, Platzierungen, Wochen, Auszeichnungen, Anmerkungen) | Höchstplatzierung, Gesamtwochen, AuszeichnungChartplatzierungen (Jahr, Titel, Platzierungen, Wochen, Auszeichnungen, Anmerkungen) | Höchstplatzierung, Gesamtwochen, AuszeichnungChartplatzierungen (Jahr, Titel, Platzierungen, Wochen, Auszeichnungen, Anmerkungen) | Anmerkungen                           |
| Jahr | Titel                | DE | AT | CH | UK | US | Anmerkungen                           |
| ---- | -------------------- | --- | --- | --- | --- | --- | ------------------------------------- |
| 1990 | Blaze of Glory       | DE4 (33 Wo.)DE | AT1 Platin · (22 Wo.)AT | CH4 Platin · (31 Wo.)CH | UK2 Gold · (23 Wo.)UK | US3 ×2Doppelplatin · (41 Wo.)US                                                                                                   | Erstveröffentlichung: 14. August 1990 |
| 1997 | Destination Anywhere | DE1 Platin · (47 Wo.)DE | AT1 Gold · (26 Wo.)AT | CH1 Platin · (17 Wo.)CH | UK2 Gold · (27 Wo.)UK | US31 (9 Wo.)US | Erstveröffentlichung: 16. Juni 1997   |

### Singles als Leadmusiker
| Jahr | Titel Album                                               | Höchstplatzierung, Gesamtwochen, AuszeichnungChartplatzierungen (Jahr, Titel, Album, Platzierungen, Wochen, Auszeichnungen, Anmerkungen) | Höchstplatzierung, Gesamtwochen, AuszeichnungChartplatzierungen (Jahr, Titel, Album, Platzierungen, Wochen, Auszeichnungen, Anmerkungen) | Höchstplatzierung, Gesamtwochen, AuszeichnungChartplatzierungen (Jahr, Titel, Album, Platzierungen, Wochen, Auszeichnungen, Anmerkungen) | Höchstplatzierung, Gesamtwochen, AuszeichnungChartplatzierungen (Jahr, Titel, Album, Platzierungen, Wochen, Auszeichnungen, Anmerkungen) | Höchstplatzierung, Gesamtwochen, AuszeichnungChartplatzierungen (Jahr, Titel, Album, Platzierungen, Wochen, Auszeichnungen, Anmerkungen) | Anmerkungen                             |
| Jahr | Titel Album                                               | DE | AT | CH | UK | US | Anmerkungen                             |
| ---- | --------------------------------------------------------- | --- | --- | --- | --- | --- | --------------------------------------- |
| 1990 | Blaze of Glory                                            | DE16 (19 Wo.)DE | AT2 (18 Wo.)AT | CH5 (23 Wo.)CH | UK13 Silber · (8 Wo.)UK | US1 Platin · (21 Wo.)US | Erstveröffentlichung: Juli 1990         |
| 1990 | Miracle Blaze of Glory                                    | DE47 (14 Wo.)DE | — | CH20 (7 Wo.)CH | UK29 (5 Wo.)UK | US12 (16 Wo.)US | Erstveröffentlichung: Oktober 1990      |
| 1994 | Please Come Home for Christmas A Very Special Christmas 2 | DE— aDE | — | — | UK7 Silber · (10 Wo.)UK | — | Erstveröffentlichung: 5. Dezember 1994  |
| 1997 | Midnight in Chelsea Destination Anywhere                  | DE9 (9 Wo.)DE | AT8 (10 Wo.)AT | CH5 (16 Wo.)CH | UK4 (10 Wo.)UK | — | Erstveröffentlichung: 26. Mai 1997      |
| 1997 | Queen of New Orleans Destination Anywhere                 | DE60 (5 Wo.)DE | — | CH50 (1 Wo.)CH | UK10 (5 Wo.)UK | — | Erstveröffentlichung: 18. August 1997   |
| 1997 | Janie, Don’t Take Your Love to Town Destination Anywhere  | DE38 (9 Wo.)DE | AT40 (1 Wo.)AT | — | UK13 (5 Wo.)UK | — | Erstveröffentlichung: 14. November 1997 |
| 1998 | Ugly Destination Anywhere                                 | DE75 (9 Wo.)DE | AT39 (1 Wo.)AT | CH41 (4 Wo.)CH | — | — | Erstveröffentlichung: 6. April 1998     |

Weitere Singles
- 1991: Never Say Die
- 2012: Not Running Anymore
- 2015: Beautiful Day

### Singles als Gastmusiker
| Jahr | Titel Album       | Höchstplatzierung, Gesamtwochen, AuszeichnungChartplatzierungen (Jahr, Titel, Album, Platzierungen, Wochen, Auszeichnungen, Anmerkungen) | Höchstplatzierung, Gesamtwochen, AuszeichnungChartplatzierungen (Jahr, Titel, Album, Platzierungen, Wochen, Auszeichnungen, Anmerkungen) | Höchstplatzierung, Gesamtwochen, AuszeichnungChartplatzierungen (Jahr, Titel, Album, Platzierungen, Wochen, Auszeichnungen, Anmerkungen) | Höchstplatzierung, Gesamtwochen, AuszeichnungChartplatzierungen (Jahr, Titel, Album, Platzierungen, Wochen, Auszeichnungen, Anmerkungen) | Anmerkungen                                             |
| Jahr | Titel Album       | DE | AT | CH | UK | Anmerkungen                                             |
| ---- | ----------------- | --- | --- | --- | --- | ------------------------------------------------------- |
| 2010 | Everybody Hurts – | DE16 (7 Wo.)DE | AT23 (7 Wo.)AT | CH16 (2 Wo.)CH | UK1 Platin · (6 Wo.)UK | Erstveröffentlichung: 7. Februar 2010 mit Helping Haiti |

Weitere Gastbeiträge
- 2015: Love Song to the Earth (Verkäufe: + 11.000;[12] als Teil von Friends of the Earth)

## Auszeichnungen für Musikverkäufe
| Goldene Schallplatte - Argentinien - 1997: für das Album Destination Anywhere - Australien - 1991: für die Single Miracle - 1997: für das Album Destination Anywhere - Brasilien - 1997: für das Album Destination Anywhere - Japan - 1990: für das Album Blaze of Glory - Spanien - 1990: für das Album Blaze of Glory Platin-Schallplatte - Australien - 1990: für das Album Blaze of Glory - 1990: für die Single Blaze of Glory - Europa - 1997: für das Album Destination Anywhere - Japan - 1997: für das Album Destination Anywhere - Kanada - 1997: für das Album Destination Anywhere - Neuseeland - 1990: für das Album Blaze of Glory - 2024: für die Single Blaze of Glory - Spanien - 1997: für das Album Destination Anywhere | 2× Platin-Schallplatte - Kanada - 1990: für das Album Blaze of Glory |

Anmerkung: Auszeichnungen in Ländern aus den Charttabellen bzw. Chartboxen sind in ebendiesen zu finden.
| Land/RegionAuszeichnungen für Musikverkäufe (Land/Region, Auszeichnungen, Verkäufe, Quellen) | Silber     | Gold       | Platin       | Verkäufe    | Quellen                                                     |
| -------------------------------------------------------------------------------------------- | ---------- | ---------- | ------------ | ----------- | ----------------------------------------------------------- |
| Argentinien (CAPIF)                                                                          | —          | Gold1      | —            | 20.000      | capif.org.ar (Memento vom 6. Juli 2011 im Internet Archive) |
| Australien (ARIA)                                                                            | —          | 2× Gold2   | 2× Platin2   | 210.000     | aria.com.au                                                 |
| Brasilien (PMB)                                                                              | —          | Gold1      | —            | 50.000      | pro-musicabr.org.br                                         |
| Deutschland (BVMI)                                                                           | —          | —          | Platin1      | 500.000     | musikindustrie.de                                           |
| Europa (IFPI)                                                                                | —          | —          | Platin1      | (1.000.000) | ifpi.org (Memento vom 1. Januar 2014 im Internet Archive)   |
| Japan (RIAJ)                                                                                 | —          | Gold1      | Platin1      | 300.000     | riaj.or.jp                                                  |
| Kanada (MC)                                                                                  | —          | —          | 3× Platin3   | 300.000     | musiccanada.com                                             |
| Neuseeland (RMNZ)                                                                            | —          | —          | 2× Platin2   | 50.000      | aotearoamusiccharts.co.nz NZ2                               |
| Österreich (IFPI)                                                                            | —          | 2× Gold2   | Platin1      | 100.000     | ifpi.at                                                     |
| Schweiz (IFPI)                                                                               | —          | —          | 2× Platin2   | 100.000     | hitparade.ch                                                |
| Spanien (Promusicae)                                                                         | —          | Gold1      | Platin1      | 150.000     | elportaldemusica.es ES2                                     |
| Vereinigte Staaten (RIAA)                                                                    | —          | —          | 3× Platin3   | 3.000.000   | riaa.com                                                    |
| Vereinigtes Königreich (BPI)                                                                 | 2× Silber2 | 2× Gold2   | Platin1      | 1.200.000   | bpi.co.uk                                                   |
| Insgesamt                                                                                    | 2× Silber2 | 10× Gold10 | 18× Platin18 |             |                                                             |

## Filmografie (Auswahl)

### Filme
- 1988: The Return of Bruno
- 1990: Blaze of Glory – Flammender Ruhm (Young Guns II)
- 1994: Ein fast perfektes Verhältnis (Mona Must Die) – Kurzauftritt
- 1995: Moonlight and Valentino
- 1996: Die Stunde des Verführers (The Leading Man)
- 1997: Destination Anywhere
- 1997: City of Love (Little City)
- 1998: Homegrown
- 1998: Auch mehr ist nie genug (No Looking Back)
- 1998: Row Your Boat
- 2000: Das Glücksprinzip (Pay It Forward)
- 2000: U-571
- 2002: John Carpenter’s Vampires: Los Muertos (Vampires: Los Muertos)
- 2005: Cry Wolf
- 2006: National Lampoon’s Pucked
- 2011: Happy New Year (New Year’s Eve)

### Fernsehserien
- 1988: Full House
- 1999: Sex and the City
- 2002: Ally McBeal
- 2005: Las Vegas
- 2006: The West Wing – Im Zentrum der Macht (The West Wing)
- 2010: 30 Rock